# Bea Ranero
Bea Ranero (née Beatriz Ranero, le 2 mars 1985 dans la ville de Guatemala, au Guatemala) est une actrice et présentatrice guatémaltèque. 

## Biographie
Beatriz Ranero commence sa carrière à Guatemala dès l'enfance et en 2010 elle contacte Televisa pour animer une émission de variétés. Ainsi en 2011 et en 2012 elle étudie les arts dramatiques au Centro de Estudios Actorales (CEA) de Televisa au Mexique.

## Carrière
Bea Ranero incarne Edith dans la telenovela Mi corazón es tuyo de Televisa aux côtés de Silvia Navarro, Jorge Salinas, Mayrín Villanueva, Pablo Montero et Carmen Salinas, entre autres.
En 2012, elle obtient un petit rôle dans le film  guatémaltèque 12 segundos. En 2014, elle apparaît dans Como dice el dicho dans les épisodes Trece y martes.... Elle y joue Adriana et en 2013, elle interprète Susana dans Si por bueno te tienes.
Puis elle est dans la telenovela Mi corazón es tuyo, une production de Juan Osorio. Sonpersonnage est Edith, une jeune femme amoureuse de Nando, le frère de son amie Fanny.
Depuis février 2016, elle joue dans la telenovela Sueño de amor, à nouveau sous la direction de Juan Osorio, où elle incarne Aranza, la meilleure amie de Patricia. Julián Gil est l'antagoniste principal dans cette telenovela.

## Filmographie

### Film
- 2012 : 12 segundos

### Telenovelas
- 2013 : Si por bueno te tienes : Susana
- 2014 : Como dice el dicho : Adriana
- Mi corazón es tuyo : Edith
- 2016 : Sueño de amor : Aranza